# Tomoko Matsunaga
Tomoko Matsunaga (松永 知子, Matsunaga Tomoko, 10 augustus 1971) is een Japans voormalig voetbalster.

## Carrière
Matsunaga maakte op 1 juni 1988 haar debuut in het Japans vrouwenvoetbalelftal tijdens een wedstrijd om het 1988 FIFA Women's Invitation Tournament tegen Verenigde Staten. Zij nam met het Japans vrouwenvoetbalelftal deel aan het Aziatisch kampioenschap 1989, 1991 en de Aziatische Spelen 1990. Ze heeft 13 interlands voor het Japanse vrouwenelftal gespeeld.

## Statistieken
| Japans vrouwenvoetbalelftal | Japans vrouwenvoetbalelftal | Japans vrouwenvoetbalelftal |
| Jaar                        | Wed.                        | Dlp.                        |
| --------------------------- | --------------------------- | --------------------------- |
| 1988                        | 2                           | 0                           |
| 1989                        | 4                           | 0                           |
| 1990                        | 2                           | 0                           |
| 1991                        | 5                           | 0                           |
| Totaal                      | 13                          | 0                           |